# Lee Eun-bi
Lee Eun-bi (nascida em 23 de outubro de 1990) é uma handebolista sul-coreana. Integrou a seleção sul-coreana feminina que terminou na décima posição no handebol dos Jogos Olímpicos de Verão de 2016, realizados no Rio de Janeiro, Brasil. Atua como ponta esquerda e joga pelo clube Busan Infrastructure. Competiu pela Coreia do Sul no Campeonato Mundial de Handebol Feminino de 2011, no Brasil.